# Paul Heckingbottom
Paul Heckingbottom (Barnsley, 17 de julho de 1977) é um treinador e ex-futebolista inglês. Atualmente comanda o Preston North End, clube da EFL Championship. 
Heckingbottom jogou como lateral-esquerdo em vários clubes ingleses, incluindo Sunderland, Scarborough, Hartlepool United, Darlington, Norwich City, Bradford City, Sheffield Wednesday, Barnsley e Mansfield Town.
Após se aposentar como jogador, Heckingbottom formou-se como treinador. Integrou a equipa técnica das camadas jovens do Barnsley e, em 2015, atuou como treinador interino da equipa principal, alcançando a subida de divisão e conquistando o EFL Trophy. Em 2016, foi escolhido como treinador principal do Barnsley. Em fevereiro de 2018, mudou-se para o Leeds United, mas foi despedido no fim da temporada, após 16 jogos no comando. Posteriormente, Heckingbottom treinou o Hibernian, clube da Scottish Premiership, mas foi despedido em novembro de 2019. Em março de 2021, ele foi nomeado treinador interino do Sheffield United até ao final da temporada. Na época seguinte, começou como treinador dos Sub-23 dos Blades, mas, a 25 de novembro de 2021, após o despedimento de Slaviša Jokanović, foi anunciado como treinador principal do Sheffield United, assinando um contrato de 4 anos e meio. Na temporada 2022–23, levou o Sheffield United ao 2º lugar no Championship, conquistando a promoção à Premier League.

## Carreira

### Início de Carreira
Heckingbottom nasceu em Barnsley e cresceu em Royston. Quando criança, possuía lugar cativo no estádio do Barnsley, juntamente com o seu avô. Começou a sua carreira futebolística na formação do Manchester United, mas, após não lhe ser oferecido um contrato profissional, assinou pelo Sunderland, em 1995. Nunca jogou pelos Black Cats, tendo sido emprestado ao Scarborough, Hartlepool United e Darlington, transferindo-se permanentemente para este último em 1999. No Darlington jogou 126 partidas, marcando 6 golos, atraíndo interesse do Norwich City, da First Division (2ª divisão inglesa), pelo qual assinou um contrato de 3 anos, em 2002.
Heckingbottom fez apenas 16 jogos pelo Norwich, apenas 7 deles a titular, resultando na rescisão por mútuo acordo do seu contrato após 1 ano. Posteriormente, em julho de 2003, assinou pelo Bradford City, sendo eleito Jogador do Ano no final da sua primeira temporada no clube. No entanto, o Bradford foi relegado para a League One e Heckingbottom optou por assinar pelo Sheffield Wednesday, também da League One, no final da época 2003–04.

### Sheffield Wednesday
Heckingbottom era um dos preferidos dos treinadores do Wednesday Chris Turner e Paul Sturrock, somando 41 jogos como lateral-esquerdo na sua primeira temporada - mais do que qualquer outro jogador do plantel. Além disso, marcou quatro golos, ajudando os Owls a conquistarem, no final da época 2004–05, a promoção ao Championship através dos play-offs. Devido a uma lesão sofrida na pré-época, Paul esteve de fora durante os primeiros 16 jogos da temporada 2005–06. Quando regressou aos treinos, o recém-contratado John Hills já assumira a posição de lateral-esquerdo. Eventualmente, uma lesão de Hills deu a Heckingbottom a capacidade de recuperar o seu lugar na equipa, mas Paul apenas conseguiu jogar 4 partidas consecutivas antes de se lesionar novamente. Desta vez, foi Peter Gilbert a assumir a posição de lateral-esquerdo. Sturrock deu a Heckingbottom a oportunidade de mostrar o seu valor num jogo da 3ª ronda da Taça de Inglaterra contra o Charlton Athletic. Paul marcou os 2 golos da equipa numa derrota por 4–2, mas tal não foi suficiente para recuperar a titularidade.

### Barnsley
A 13 de janeiro de 2006, Heckingbottom foi emprestado ao seu clube de infância Barnsley, com o objetivo de assinar permanentemente pelo clube na época seguinte. Paul desempenhou um papel importante na época do Barnsley, que pretendia subir ao Championship. Na final do play-off de promoção, frente ao Swansea City, Heckingbottom marcou no desempate por grandes penalidades, ajudando o Barnsley a vencer e conquistar a subida de divisão. Na temporada seguinte, Heckingbottom fez 31 jogos pelo Barnsley no Championship, ajudando a equipa a evitar confortavelmente a descida de divisão. Na sua passagem pelo Barnsley, marcou 1 golo, numa vitória por 1–0 sobre o Tranmere Rovers, a 18 de fevereiro de 2006.

### Bradford City
Em julho de 2007, Heckingbottom regressou ao Bradford City por empréstimo até 1 de janeiro de 2008. Nesse período, jogou todos os 23 jogos na liga, falhando apenas uma partida da Taça de Inglaterra devido a suspensão, após ter sido expulso num empate por 1–1 contra o Stockport County. Uma semana após o fim do período de empréstimo, o contrato de Paul com o Barnsley foi rescindido por mútuo acordo, e o lateral assinou permanentemente pelo Bradford por 18 meses. A 12 de abril, com apenas 4 jogos da liga restantes, Heckingbottom falhou o seu primeiro jogo na competição na temporada 2007–08, devido a uma lesão no tornozelo que o impediu de jogar contra o Brentford. Na sua ausência, a sua posição foi ocupada por Luke O'Brien, que se estreou pelo Bradford. O jogo terminou 2–2.
Na temporada 2008–09, Heckingbottom jogou as primeiras 9 partidas do Bradford, mas foi expulso por duplo amarelo num empate por 1–1 com o Luton Town. O jovem O'Brien foi, novamente, o seu substituto. Heckingbottom regressou para um jogo da Taça de Inglaterra contra o Milton Keynes Dons, mas sofreu uma tendinite que o afastou dos relvados por 5 meses. O Bradford optou por não renovar o contrato de Heckingbottom, que abandonou o clube em maio de 2009.

### Fim de Carreira
A 2 de junho de 2009, Heckingbottom assinou pelo Mansfield Town, da Conference National (5ª divisão inglesa), assinalando a primeira vez que jogaria fora da Football League. Devido a uma lesão na coxa sofrida na pré-época, só se estreou pelo clube em outubro, numa vitória por 1–0 sobre o Forest Green Rovers, 11 meses depois da sua última partida de futebol. Eventualmente, conquistou a titularidade na equipa do Mansfield. Marcou o seu primeiro e único golo pelo clube a 14 de novembro de 2009, contra o Crawley Town. A 1 de fevereiro de 2010, Heckingbottom foi emprestado ao Gateshead até ao final da temporada. Estreou-se pelo clube a 13 de fevereiro, contra o Hayes & Yeading United.
Heckingbottom assinou permanentemente pelo Gateshead a 26 de maio de 2010. Na temporada 2010–11, fez 23 jogos pelo clube, antes de ser dispensado a 4 de maio de 2011.
Passou a temporada 2011–12 no Harrogate Town, onde disputou 21 partidas na Conference North (6ª divisão inglesa).

## Carreira de Treinador

### Barnsley
Heckingbottom decidiu obter formação académica para se diferenciar de outros treinadores na competição por empregos. Completou uma licenciatura em Sports Coaching em 2013, seguida por um mestrado na mesma área em 2016, ambas na Universidade Leeds Beckett.
Começou por integrar a equipa técnica da formação do Barnsley, sendo nomeado treinador interino da equipa principal após o despedimento de Danny Wilson, em 2015. Na época seguinte, Lee Johnson foi contratado como treinador principal dos Tykes. No entanto, Johnson trocou o clube pelo Bristol City, e Heckingbottom voltou a assumir a função de treinador interino da equipa principal. Paul guiou a equipa à vitória por 3–2 sobre o Oxford United, na final do Football League Trophy (o primeiro troféu do Barnsley desde 1912) e à promoção ao Championship, ao derrotar o Millwall por 3–1 na final do play-off da League One. Tais conquistas levaram a que o Barnsley o contratasse como treinador principal de forma permanente.
O bom momento de forma da equipa manteve-se na primeira metade da temporada 2016–17, no Championship, com o Barnsley a ocupar a 9ª posição no final de 2016. Heckingbottom foi considerado o Herói Desportivo do Ano pelo The Yorkshire Post. O treinador renovou contrato com o Barnsley a 2 de fevereiro de 2018, mas, dias depois, trocou o clube pelo Leeds United.

### Leeds United
A 6 de fevereiro de 2018, Heckingbottom foi anunciado como novo treinador do Leeds United, assinando um contrato de 18 meses. Na sua estreia como treinador do clube, o Leeds perdeu por 2–1 frente ao Sheffield United. Os Whites terminaram a temporada 2017–18 em 13º lugar no Championship. Heckingbottom deu oportunidade ao jovem Bailey Peacock-Farrell como guarda-redes titular e lançou também jogadores da formação como Tom Pearce, Paudie O'Connor, Hugo Díaz e Ryan Edmondson. Paul integrou outros jogadores da academia na equipa principal durante uma polémica tour de pós-época em Myanmar. Heckingbottom foi despedido pelo Leeds a 1 de junho de 2018, após apenas 4 meses no clube, tendo sido sucedido por Marcelo Bielsa.

### Hibernian
A 13 de fevereiro de 2019, Heckingbottom foi anunciado como treinador do Hibernian, da Scottish Premiership. O clube manteve-se invencível durante 10 jogos na liga, com Paul a vencer o prémio de Treinador do Mês da Premiership em março de 2019. Dois dias depois, Heckingbottom venceu o seu primeiro derby de Edimburgo, com o Hibs a bater o Hearts por 2–1. O Hibernian terminou o campeonato na 5ª posição, mas Heckingbottom mostrou-se insatisfeito pelo facto de a equipa ter "pousado as ferramentas" nos últimos jogos da temporada.
No início da temporada 2019–20, o Hibernian venceu apenas 1 das primeiras 11 partidas do campeonato. A 4 de novembro, Heckingbottom foi despedido após uma derrota por 5–2 frente ao Celtic na semifinal da Taça da Liga Escocesa, com a equipa em 10º lugar na liga.

### Sheffield United
Em julho de 2020, Heckingbottom foi contratado como treinador da equipa Sub-23 do Sheffield United. Em março de 2021, após a saída por mútuo acordo do treinador Chris Wilder, com a equipa em último lugar na tabela da Premier League, a 12 pontos da manutenção, Heckingbottom assumiu o cargo de treinador interino da equipa principal até ao final da temporada. O seu primeiro jogo foi uma derrota por 5–0 frente ao Leicester City. A descida de divisão foi confirmada após outras 4 derrotas. O Sheffield United venceu 3 das últimas 6 partidas, e Heckingbottom foi considerado para o papel de treinador de forma permanente, mas a direção do clube optou por contratar Slaviša Jokanović, ex-treinador do Fulham. Paul retomou o cargo de treinador dos Sub-23 do clube.
A 25 de novembro de 2021, após o despedimento de Jokanović, Heckingbottom foi anunciado como treinador da equipa principal do Sheffield United, desta vez em caráter permanente, assinando um contrato de 4 anos e meio. No primeiro jogo ao seu comando, a equipa venceu o Bristol City por 2–0. O Sheffield United terminou a temporada em 5º lugar no Championship, qualificando-se para os play-offs de promoção, sendo eliminado pelo Nottingham Forest nas semi-finais.
Um início de temporada 2022–23 impressionante, com o Sheffield United a somar 14 pontos em 7 jogos, levou Heckingbottom a receber o prémio de Treinador do Mês do Championship em agosto de 2022. No mês seguinte voltou a receber o prémio, após 3 vitórias em 3 partidas fora de casa.
A 26 de abril de 2023, o Sheffield United confirmou a subida de volta à Premier League, graças a uma vitória por 2–0 sobre o West Bromwich Albion. Após a promoção, Heckingbottom recebeu o prémio de Treinador do Mês do Championhsip em abril, pela terceira vez na temporada.

## Estatísticas de Carreira
| Clube                    | Temporada         | Campeonato         | Campeonato | Campeonato | FA Cup | FA Cup | EFL Cup | EFL Cup | Outros | Outros | Total | Total |
| Clube                    | Temporada         | Divisão            | Jogos      | Golos      | Jogos  | Golos  | Jogos   | Golos   | Jogos  | Golos  | Jogos | Golos |
| ------------------------ | ----------------- | ------------------ | ---------- | ---------- | ------ | ------ | ------- | ------- | ------ | ------ | ----- | ----- |
| Sunderland               | 1996–97           | FA Premier League  | 0          | 0          | 0      | 0      | 0       | 0       | —      | —      | 0     | 0     |
| Sunderland               | 1997–98           | First Division     | 0          | 0          | —      | —      | 0       | 0       | —      | —      | 0     | 0     |
| Sunderland               | 1998–99           | First Division     | 0          | 0          | 0      | 0      | 0       | 0       | —      | —      | 0     | 0     |
| Sunderland               | Total             | Total              | 0          | 0          | 0      | 0      | 0       | 0       | —      | —      | 0     | 0     |
| Scarborough (emp.)       | 1997–98           | Third Division     | 29         | 0          | 0      | 0      | —       | —       | 1      | 0      | 30    | 0     |
| Hartlepool United (emp.) | 1998–99           | Third Division     | 5          | 1          | —      | —      | —       | —       | —      | —      | 5     | 1     |
| Darlington (emp.)        | 1998–99           | Third Division     | 10         | 0          | —      | —      | —       | —       | —      | —      | 10    | 0     |
| Darlington               | 1999–2000         | Third Division     | 45         | 1          | 3      | 1      | 2       | 0       | 4      | 0      | 54    | 2     |
| Darlington               | 2000–01           | Second Division    | 18         | 1          | 1      | 0      | 2       | 0       | 2      | 0      | 23    | 1     |
| Darlington               | 2001–02           | Third Division     | 42         | 3          | 4      | 0      | 0       | 0       | 2      | 0      | 48    | 3     |
| Darlington               | Total             | Total              | 115        | 5          | 8      | 1      | 4       | 0       | 8      | 0      | 135   | 6     |
| Norwich City             | 2002–03           | First Division     | 15         | 0          | 0      | 0      | 1       | 0       | —      | —      | 16    | 0     |
| Bradford City            | 2003–04           | First Division     | 43         | 0          | 1      | 0      | 1       | 0       | —      | —      | 45    | 0     |
| Sheffield Wednesday      | 2004–05           | League One         | 38         | 4          | 0      | 0      | 1       | 0       | 3      | 0      | 42    | 4     |
| Sheffield Wednesday      | 2005–06           | Championship       | 4          | 0          | 1      | 2      | 0       | 0       | —      | —      | 5     | 2     |
| Sheffield Wednesday      | Total             | Total              | 42         | 0          | 1      | 2      | 1       | 0       | 3      | 0      | 47    | 6     |
| Barnsley                 | 2005–06           | League One         | 18         | 1          | —      | —      | —       | —       | 3      | 0      | 21    | 1     |
| Barnsley                 | 2006–07           | Championship       | 31         | 0          | 1      | 0      | 0       | 0       | —      | —      | 32    | 0     |
| Barnsley                 | 2007–08           | Championship       | —          | —          | —      | —      | —       | —       | —      | —      | —     | —     |
| Barnsley                 | Total             | Total              | 49         | 1          | 1      | 0      | 0       | 0       | 3      | 0      | 53    | 1     |
| Bradford City            | 2007–08           | League Two         | 44         | 0          | 1      | 0      | 1       | 0       | 1      | 0      | 47    | 0     |
| Bradford City            | 2008–09           | League Two         | 9          | 0          | 1      | 0      | 1       | 0       | 1      | 0      | 12    | 0     |
| Bradford City            | Total             | Total              | 53         | 0          | 2      | 0      | 2       | 0       | 2      | 0      | 59    | 0     |
| Mansfield Town           | 2009–10           | Conference Premier | 11         | 1          | 3      | 0      | —       | —       | 1      | 0      | 15    | 1     |
| Gateshead (emp.)         | 2009–10           | Conference Premier | 15         | 0          | —      | —      | —       | —       | —      | —      | 15    | 0     |
| Gateshead                | 2010–11           | Conference Premier | 21         | 0          | 0      | 0      | —       | —       | 1      | 0      | 22    | 0     |
| Gateshead                | Total             | Total              | 36         | 0          | 0      | 0      | —       | —       | 1      | 0      | 37    | 0     |
| Total de Carreira        | Total de Carreira | Total de Carreira  | 398        | 12         | 16     | 3      | 9       | 0       | 19     | 0      | 442   | 15    |

1. 1 2 3 4 5  Jogo(s) no Football League Trophy
2. ↑  1 jogo no Football League Trophy, 3 jogos nos play-offs da Football League Third Division
3. 1 2  Jogos nos play-offs da League One
4. 1 2  Jogo no FA Trophy

## Estatísticas como Treinador
- Atualizado até 8 de maio de 2023

| Equipa                      | De                      | A                       | Resultados | Resultados | Resultados | Resultados | Resultados |
| Equipa                      | De                      | A                       | J          | V          | E          | D          | %V         |
| --------------------------- | ----------------------- | ----------------------- | ---------- | ---------- | ---------- | ---------- | ---------- |
| Barnsley (interino)         | 12 de fevereiro de 2015 | 25 de fevereiro de 2015 | 3          | 2          | 0          | 1          | 66,67      |
| Barnsley                    | 6 de fevereiro de 2016  | 6 de fevereiro de 2018  | 105        | 37         | 28         | 40         | 35,24      |
| Leeds United                | 6 de fevereiro de 2018  | 1 de junho de 2018      | 16         | 4          | 4          | 8          | 25,00      |
| Hibernian                   | 13 de fevereiro de 2019 | 4 de novembro de 2019   | 32         | 11         | 12         | 9          | 34,38      |
| Sheffield United (interino) | 13 de março de 2021     | 27 de maio de 2021      | 11         | 3          | 0          | 8          | 27,27      |
| Sheffield United            | 25 de novembro de 2021  | Presente                | 83         | 48         | 15         | 20         | 57,83      |
| Total                       | Total                   | Total                   | 250        | 106        | 58         | 86         | 42,40      |

## Títulos

### Jogador
Sheffield Wednesday
- Play-offs da League One: 2004–05

Barnsley
- Play-offs da League One: 2005–06

### Treinador
Barnsley
- Play-offs da League One: 2015–16
- Football League Trophy: 2015–16

Sheffield United
- Vice-campeão do Championship (promoção): 2022–23

Individual
- Treinador do Mês do Championship: agosto de 2022,[52] setembro de 2022,[53] abril de 2023[55]
- Treinador do Mês da League One: março de 2016[58]